# 2009年欧州議会議員選挙 (ポーランド)
2009年欧州議会議員選挙（2009ねん おうしゅうぎかい ぎいんせんきょ）は、欧州連合（EU）の立法機関である欧州議会議員を選出するために行われた選挙である。本稿では、ポーランド共和国における2009年欧州議会議員選挙の結果について取り上げる。

## 概要
ポーランド共和国では、6月7日に実施された欧州議会選挙であるが、有権者の関心は低くポーランドにおける投票率は30％を割る結果となった。選挙の結果、中道右派政党で与党の市民プラットフォーム（PO）と右派政党で野党の「法と正義」（PiS）が5年前の選挙より得票と議席を大きく伸ばして躍進した。

## 選挙データ
- 選挙権・被選挙権：共に18歳以上の欧州連合市民
- 欧州議会議員定数（ポーランド共和国）：50議席（前回より4議席減）
- 選挙制度：比例代表（非拘束名簿式で、議席配分はドント方式による）
- 選挙区：ポーランドに割り当てられた50議席を13選挙区に配分。
  - 選挙区への配分方法

  1. まず、全国レベルで得票集計が行われ、5％以上の有効得票を得た政党にドント方式で議席配分される
  2. 次に「各政党の党外選挙区での得票×全国での当該政党の議席数÷全国での当該政党の得票」の計算式で、選挙区毎の議席配分を決定する
  3. 上記の形式で算出された数値の整数部分を各選挙ごとの議席としてまず配分する。
  4. 残余議席が生じた場合は、小数点以下の数値が大きい選挙区から順に配分される。
- 名簿を提出した政党及び政党連合：12党派

出典：ポスト社会主義国の選挙・政党データ内のポーランドの選挙・政党データ（xlsファイル）－西南学院大学教員：仙石学作成

## 選挙結果
- 投票日：2009年6月7日
- 登録有権者数：30,565,272名
- 発行した投票用紙の枚数：7,505,261名
- 投票者数：7,497,296名（投票率：24.53％）[1]
- 有効票数：7,364,763票

| 党派                                                                     | 党派                           | 得票数    | 得票率 | 議席数 | 議席率 |
| ------------------------------------------------------------------------ | ------------------------------ | --------- | ------ | ------ | ------ |
| 市民プラットフォーム（PO）                                               | 市民プラットフォーム（PO）     | 3,271,852 | 44.43  | 24     | 48.00  |
| 法と正義（PiS）                                                          | 法と正義（PiS）                | 2,017,607 | 27.40  | 15     | 30.00  |
| 民主左翼連合＝労働連合 （SLD=UP）                                        | 民主左翼連合（SLD）            | 908,765   | 12.34  | 7      | 14.00  |
| 民主左翼連合＝労働連合 （SLD=UP）                                        | 労働連合（UP）                 | 908,765   | 12.34  | 7      | 14.00  |
| ポーランド農民党（PSL）                                                  | ポーランド農民党（PSL）        | 516,146   | 7.01   | 4      | 8.00   |
| 将来のための合意－中道左翼 （Porozumienie dla Przyszłości-CentroLewicz） | 民主党（PD）                   | 179,602   | 2.44   | 0      | 0.00   |
| 将来のための合意－中道左翼 （Porozumienie dla Przyszłości-CentroLewicz） | ポーランド社会民主主義（SDPL） | 179,602   | 2.44   | 0      | 0.00   |
| 将来のための合意－中道左翼 （Porozumienie dla Przyszłości-CentroLewicz） | 緑の党 2004（Zieloni 2004）    | 179,602   | 2.44   | 0      | 0.00   |

出典：